# Quinn Gray
Quinn F. Gray (21 de mayo de 1979 en Fort Lauderdale, Florida) es un jugador profesional de Fútbol americano y juega en la posición de quarterback actualmente es agente libre. Jugó como colegial en Florida A&M.
Gray también participó en Jacksonville Jaguars, Houston Texans, Indianapolis Colts y Kansas City Chiefs de la National Football League y New York Sentinels de la United Football League.

## Estadísticas UFL
| Temporada | Equipo | Cmp | Att | Yds | TD | Int | Lg | Sck | Índice de audiencia |
| --------- | ------ | --- | --- | --- | -- | --- | -- | --- | ------------------- |
| 2009      | NYS    | 63  | 119 | 639 | 3  | 3   | 54 | 3   | 66.5                |